# Don't Stop Believin'
"Don't Stop Believin" là một ca khúc được trình bày bởi nhóm nhạc người Mỹ, Journey, được phát hành dưới dạng đĩa đơn nhằm quảng bá cho album năm 1981 của nhóm, Escape. Ca khúc đạt vị trí số 9 tại Billboard Hot 100 trong lần đầu phát hành. Tuy nhiên, đĩa đơn không có được thành công khi không nằm trong top 40 tại Anh; sau đó nó đạt tới vị trí số 6 trong lần tái phát hành vào năm 2009 và trở nên nổi tiếng qua các buổi phát sóng truyền hình.
Mike DeGagne của Allmusic miêu tả như một "ca khúc nhạc rock hoàn hảo", một "thánh ca" với "đoạn keyboard mở đầu vĩ đại nhất của nhạc rock". Đây chính là ca khúc được tải về nhiều nhất với hơn 6 triệu lượt. Đây cũng là ca khúc bán chạy nhất lịch sử âm nhạc kỹ thuật số trước khi bị đĩa đơn "Radioactive" của ban nhạc Imagine Dragons vượt qua vào tháng 1 năm 2014.

## Thành phần tham gia sản xuất
Escape
- Steve Perry – hát chính.
- Ross Valory – bass, hát nền.
- Jonathan Cain – piano, keyboard, hát nền.
- Neal Schon – guitar lead và guitar nền, hát nền.
- Steve Smith – trống và định âm.

Revelation
- Arnel Pineda – hát chính
- Ross Valory – bass, hát nền.
- Jonathan Cain – piano, keyboard, hát nền.
- Neal Schon – guitar lead và guitar nền, hát nền.
- Deen Castronovo – trống và định âm, hát chính, hát nền.

## Bản hát lại của Glee
Ca khúc sau này đã được dàn diễn viên phim Glee trình bày lại và trở thành đĩa đơn đầu tay của nhóm, trích từ album nhạc phim Glee: The Music, Volume 1 và được trình diễn trong tập đầu tiên của bộ phim. Tiếp đó, ca khúc lại được trình diễn một đoạn nhỏ trong "The Rhodes Not Taken" và cả ca khúc trong "Journey to Regionals", phiên bản này sau đó cũng đã được phát hành dưới dạng đĩa đơn, trích từ đĩa mở rộng, Glee: The Music, Journey to Regionals. Petra Haden đã tiếp tục sử dụng bản thu của nhóm trong phiên bản riêng của mình..
Aly Semigan của Entertainment Weekly đã khen ngợi ca khúc và cho rằng "Glee của hãng Fox đã giúp ca khúc này trở lại thời hoàng kim của nó." Sau đó, cô đã phát biểu thêm, "dù bạn không phải là một thành viên của đội hát [...] thì khó có thể bỏ lỡ thứ chết tiệt này." Semigan sau đó cũng đã so sánh với bản gốc, cho rằng "nó nghe như Freaks and Geeks gặp High School Musical, nhưng nó khá khác biệt."

### Danh sách ca khúc
- Phiên bản kỹ thuật số[9]

1. "Don't Stop Believin'" – 3:50

- Đĩa CD Đức[10]

1. "Don't Stop Believin'" – 3:52
2. "Rehab" – 3:26

### Xếp hạng
| Bảng xếp hạng (2009)            | Vị trí cao nhất |
| ------------------------------- | --------------- |
| Úc (ARIA)                       | 5               |
| New Zealand (Recorded Music NZ) | 16              |
| Hoa Kỳ Billboard Hot 100        | 4               |
| US Pop 100 (Billboard)          | 18              |

| Bảng xếp hạng (2010)      | Vị trí xếp hạng |
| ------------------------- | --------------- |
| Canada (Canadian Hot 100) | 37              |
| Ireland (IRMA)            | 4               |
| Hà Lan (Single Top 100)   | 91              |
| Anh Quốc (OCC)            | 2               |

| Bảng xếp hạng (2011)          | Vị trí xếp hạng |
| ----------------------------- | --------------- |
| Áo (Ö3 Austria Top 40)        | 68              |
| France (SNEP)                 | 48              |
| Đức (GfK)                     | 50              |
| Thụy Sĩ (Schweizer Hitparade) | 74              |